# .lr
.lr je vrhovna internetska domena za Liberiju.

## Vanjske poveznice
- IANA .lr whois informacija  Arhivirana inačica izvorne stranice od 3. prosinca 2008. (Wayback Machine)